# Стшиже (Жирардовський повіт)
Стшиже (пол. Strzyże) — село в Польщі, у гміні Мщонув Жирардовського повіту Мазовецького воєводства.
Населення — 94 особи (2011).
У 1975-1998 роках село належало до Скерневицького воєводства.

## Демографія
Демографічна структура станом на 31 березня 2011 року:
|          | Загалом | Допрацездатний вік | Працездатний вік | Постпрацездатний вік |
| -------- | ------- | ------------------ | ---------------- | -------------------- |
| Чоловіки | 44      | 10                 | 27               | 7                    |
| Жінки    | 50      | 16                 | 22               | 12                   |
| Разом    | 94      | 26                 | 49               | 19                   |